# Dây bông xanh
Dây bông xanh còn có các tên: bông báo, cát đằng hoa to, đại hoa sơn khiên ngưu, đại hoa lão nha chủy (danh pháp hai phần: Thunbergia grandiflora Roxb.); là một loài thực vật có hoa thuộc họ Ô rô (Acanthaceae). Đây là loài bản địa của Trung Quốc, Ấn Độ, Đông Dương và Myanmar và có phân bố tự nhiên rộng rãi.

## Miêu tả
Cây leo thân quấn. Lá to, chia thùy, có cuống dài, gốc hình tim. Hoa thường mọc thành chùm ở nách. Đài hình chén, mép nguyên hay hơi lượn, có lông. Tràng màu xanh tím, phía dưới dình thành ống tràng hẹp, phía trên loe rộng hình phễu và xẻ 5 thùy, trong đó có một thùy lớn nhất. Nhị 4, đính ở gốc tràng. Bầu nhẵn, xung quanh bầu có đĩa mật. Quả nang nhẵn, hạt ráp.
Cây bông báo mọc hoang hoặc được trồng làm cảnh, có thể ươm trồng bằng những mẩu thân dài 15–30 cm.
Người ta thường hái lá, dùng tươi hay phơi hoặc sấy khô làm thuốc.

## Công dụng

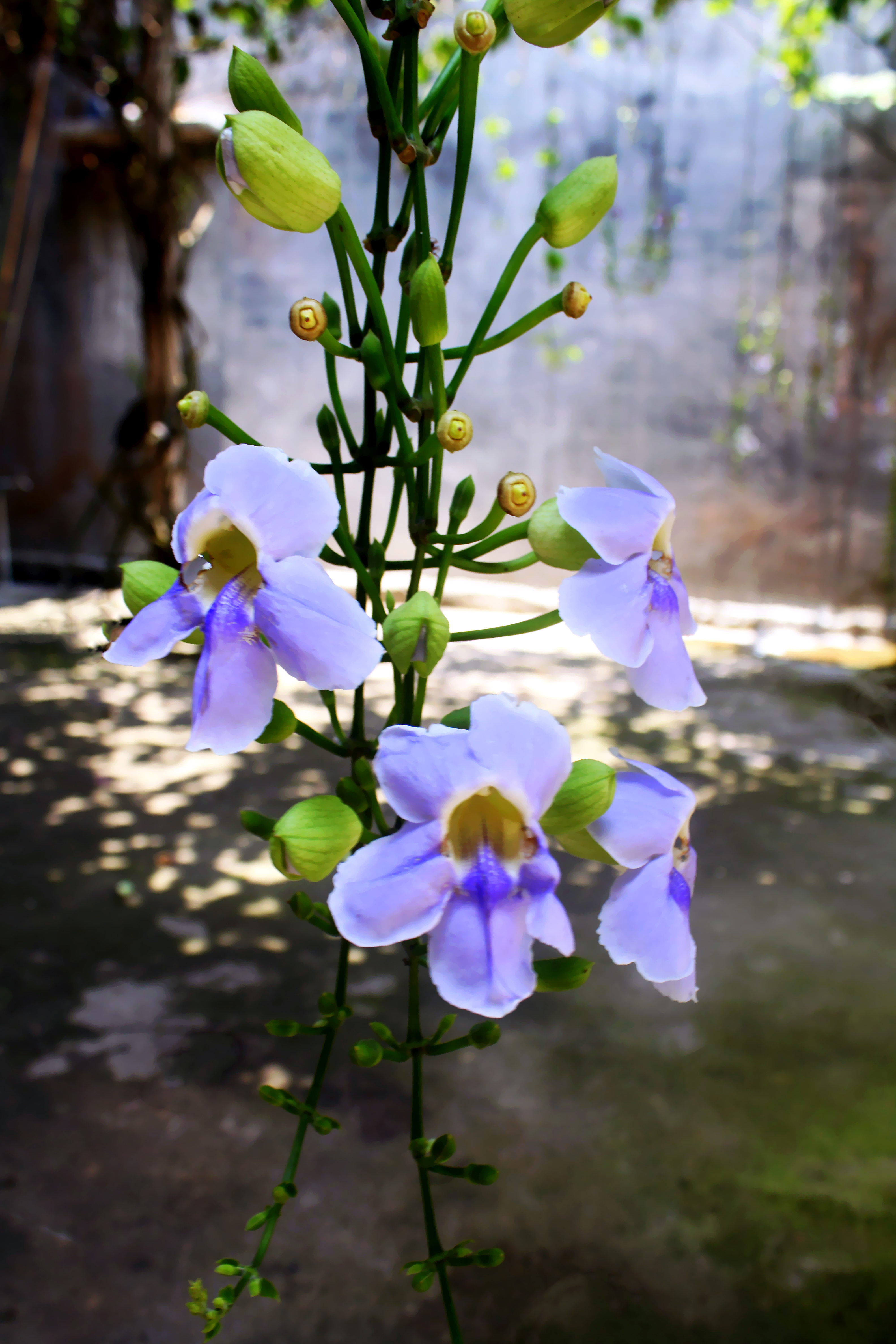
Hoa cát đằng

Dây bông xanh được trồng dùng để làm kiểng, ngoài ra nó còn là một vị thuốc chữa rắn cắn rất phổ biến trong người dân. Hái một nắm lá bông báo tươi, bỏ cuống, rửa sạch, giã nhỏ, thêm ít nước, vắt lấy nước. Dùng nước này xoa bóp từ trên xuống dưới nơi rắn cắn chừng 5-10 phút. Lấy bã đắp lên vết cắn. Ngày làm 2 lần cho đến khi khỏi. Thường chỉ dùng 4-5 lần là có kết quả.